# Raul de Souza
Raul de Souza ou Raulzinho do Trombone, nome artístico de João José Pereira de Souza (Rio de Janeiro, 23 de agosto de 1934 - Paris, 13 de junho de 2021), foi um trombonista e saxofonista brasileiro. Este nome artístico foi um "presente" de Ary Barroso, que disse que João não era nome de trombonista e sim Raul (fazendo referência ao grande trombonista Raul de Barros). 
Reconhecido pelo improviso suingado e pelo samba-jazz, Raul de Souza é o inventor do "souzabone", um trombone de pistão com quatro válvulas, uma a mais do que no instrumento tradicional. Não à toa, seus solos e improvisos são amplamente estudados por trombonistas das principais escolas de música popular do mundo.
Com a canção Sweet Lucy, que foi lançada em seu álbum de mesmo nome, obteve sucesso mundial no final da década de 1970.

## Carreira
A ideia de Raul era tocar somente saxofone. Porém, por conta do curto orçamento familiar (sua família era pobre), ele foi obrigado a comprar um trombone de válvula. E foi com este instrumento que se tornou um dos melhores do mundo.
Raul trabalhou e/ou gravou com Sérgio Mendes, Flora Purim, Airto Moreira, Milton Nascimento, Sonny Rollins, Cal Tjader e a banda de jazz fusion Caldera, além de ter participado em vários festivais internacionais de jazz.
Sua primeira gravação foi em 1957, com a "Turma da Gafieira", que continha, entre outros, os músicos Baden Powell e Sivuca. Neste mesmo ano foi eleito melhor músico de 1957, no programa Paulo Santos, pela rádio MEC do Rio. 
No ano de 1958 entrou para a Banda da Força Aérea Brasileira, no CINDACTA II, em Curitiba, ficando até 1963.
Já pro final da década de 1950 trabalhou em Curitiba, numa boate instalada dentro do Passeio Público.
Em 1963, gravou o histórico LP "Você ainda não ouviu nada", com Sérgio Mendes e o grupo Bossa Rio, excursionando pela Europa e Estados Unidos
Em 1968, fez parte do grupo musical A Turma da Pilantragem. Foi nesta época que tocou na Orquestra Carioca na Rádio Mayrink Veiga, participando de programas televisivos e acompanhando os músicos que iam tocar nos programas.
Também viveu, por um longo período, nos Estados Unidos, porém voltou a morar e trabalhar no Brasil. Foi neste período que seu nome foi incluído no "The Encyclopedia of Jazz in the Seventies", dos críticos Leonard Feather e Ira Gitler.
Em 1975 lançou o disco "Colors", que virou tópico de estudo na Berklee Music College, em Boston devido às variações rítmicas e melódicas que nele se apresentam. Este álbum está disponível em CD como parte da série Original Jazz Classics da Fantasy Records.
Em 1977 gravou o LP "Sweet Lucy", voltado para o funk americano e em 1978 o LP "Don't Ask My Neighbors".
No início da década de 1980, Raul sofre um acidente de carro, ficando acamado por alguns meses. Com a impossibilidade de tocar trombone, Raul se aperfeiçoou no saxofone tenor, instrumento com o qual gravou o LP "Viva Volta", de 1986.

### Souzabone
Em 1975, em Los Angeles, Raul de Souza propôs este novo conceito do instrumento ao artesão Dominique Calicio e pediu-lhe para ajudá-lo a construir este instrumento.
Ele pode ser ouvido em seus doces registros Sweet Lucy e Don't Ask My Neighbours.
O instrumento, um trombone em dó, possui quatro válvulas cromáticas (em vez das tradicionais três), dois gatilhos de correção de ajuste e a capacidade de mudar a tessitura para mais notas graves. Ele também tem um microfone eletrônico e pedais que permitem vários efeitos como wah-wah, delay, refrão e oitava. Este cobre atípico é caracterizado por um som muito particular e afiado com clipes de papel acústico, bastante fino e nasal.
O pianista e produtor norte-americano George Duke descreveu o caráter sonoro do instrumento de latão idiossincrático como uma "mistura entre um trombone tenor e uma trompa".

## Morte
Em novembro de 2020, Raul anunciou a aposentadoria por conta de um câncer na garganta. As complicações desta doença o fizeram vir a óbito em junho de 2021. Ele morreu na Paris, capital da França, país onde residia desde o fim dos anos 1990.

## Discografia
creditado como Raulzinho
- 1965 - À Vontade Mesmo
- 1968 - International Hot (com a banda "Impacto 8")

creditado como Raul de Souza
- 1974 - Colors
- 1977 - Sweet Lucy (com "George Duke")
- 1978 - Don't Ask My Neighbors
- 1979 - ’Til Tomorrow Comes
- 1986 - Viva Volta
- 1998 - Rio (com "Conrad Herwig")
- 1993 - The Other Side of The Moon
- 2000 - No Palco!
- 2003 - Splendid Night
- 2005 - eLiXiR (com "Claire Michael Group")
- 2006 - Jazzmim (com o grupo "Na Tocaia")
- 2007 - Soul & Creation
- 2008 - Bossa Eterna (com João Donato, Luiz Alves & Robertinho Silva)
- 2012 - O Universo Musical de Raul de Souza (DVD)
- 2012 - Voilà (com o grupo "Na Tocaia")
- 2016 - Brazilian Samba Jazz
- 2018 - Jobim’s Tribute by Raul de Souza
- 2018 - Blue Voyage
- 2020 - Curitiba 58
- 2020 - Plenitude

Participação em trabalhos de outros artistas
- Turma da Gafieira - Turma da Gafieira (1957, Musidisc)
- Sérgio Mendes e grupo Bossa Rio - "Você ainda não ouviu nada" (1963)
- Os Cobras - "Os Cobras" (1966, RCA Brasil)
- Caldera - "Caldera" (Capitol/EMI, 1976)
- Hermeto Pascoal - "Slaves Mass" (Warner Bros., 1977)
- David Feldman - "Horizonte" (2016)
- Viviane de Farias - Vivi (2017, In+Out Records)

## Prêmios e Indicações
| Ano  | Prêmio                                                        | Categoria                  | Trabalho Indicado                       | Resultado | Ref.   |
| ---- | ------------------------------------------------------------- | -------------------------- | --------------------------------------- | --------- | ------ |
| 1957 | Melhores do Ano - Programa de Paulo Santos (rádio MEC do Rio) | Melhor músico do ano       | Turma da Gafieira                       | Venceu    | [ 9 ]  |
| 1979 | New York City Jazz Magazine Awards                            | Melhor Trombonista de Jazz | ’Til Tomorrow Comes                     | Venceu    |        |
| 2013 | Prêmio da Música Brasileira                                   | Melhor Solista             | DVD O Universo Musical de Raul de Souza | Venceu    | [ 14 ] |

### Honrarias
- 1978 - "Cidadão Honorário" da cidade de Atlanta, na Geórgia[5]
- 2004 - Homenageado no Chivas Jazz Festival - Brasil